# 자크 투르뇌
자크 투르뇌(Jacques Tourneur, 1904년 11월 12일 ~ 1977년 12월 19일)는 프랑스의 영화 감독으로, 할리우드에서 활동한 공포 영화 감독으로 유명하다. 할리우드 활동 시절 "잭 터너"(Jack Turner)라는 이름으로도 불렸다.

## 작품 목록
- 캣 피플 (1942)
- 표범 인간 (1943)
- 나는 좀비와 함께 걸었다 (1943)
- 과거로부터 (1947)
- 악마의 저주 (1957)